# Muralla de Albacete
La muralla de Albacete, también conocida como la cerca, fue una fortificación medieval que rodeaba la ciudad española de Albacete.

## Historia
En la Edad Media, las tres fortalezas que dieron origen a la ciudad de Albacete, ubicadas en el Alto de la Villa, el Cerrillo de San Juan y la Cuesta de Carretas, fueron cercadas por una muralla defensiva cuya función consistía en proteger a la villa de invasiones así como de las epidemias de peste. Inicialmente la cerca discurría por la calle de la Caba y estaba abierta por algunos espolones.
La muralla estaba en constante refuerzo en los siglos XVI y XVII, siendo levantada y derribada continuamente para cumplir sus fines. Entre sus puertas, la puerta de las Almenas todavía se conservaba en el siglo XVIII. Otras de sus puertas eran las de Madrid, Valencia, Murcia y Chinchilla.